# Insieme per la Šumadija

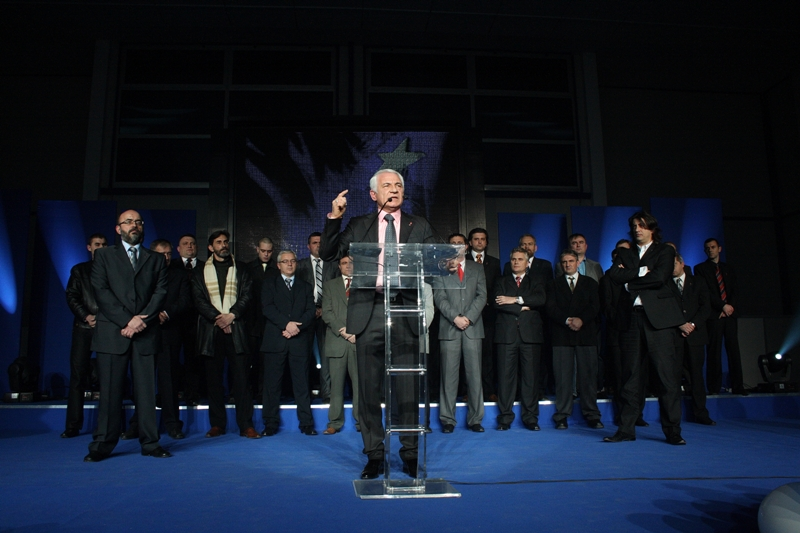
Insieme per la Šumadija, 2009

Insieme per la Šumadija (in serbo: Zajedno za Šumadiju; Заједно за Шумадијy) è un partito politico attivo in Serbia dal 2008. È erede del movimento noto come Insieme per Kragujevac, fondato nel 2004.
In occasione delle elezioni parlamentari del 2008 ha stretto un patto federativo con G17 Plus, nell'ambito dello schieramento denominato Per una Serbia Europea, e ha ottenuto due seggi.